# ムーラ県
ムーラ県（ムーラけん、トルコ語: Muğla ili）は、トルコ南西部、エーゲ海地方の県。トルコの南西端に位置する。ムーラ大都市自治体とは同一の範囲である。トルコでも最大級の観光地であり、エーゲ海岸にはボドルム、オルデニズ、マーマリス、フェティエなどの観光地がある。

## 地形
1,100kmに及ぶムーラ県海岸線はトルコの県の中でも最長の海岸線である。海と同じく、ミラス周辺にバファ湖、キョイジェイズ周囲にキョイジェイズ湖がある。ポット型の小さい平野を山が周りを取り囲んでおり、新第三紀の地層に沈下によって形成されたのではないかと考えられる。このような沈下した平野はムーラ市を含むムーラ県内の多くの市（Yeşilyurt, Ula, Gülağzı, Yerkesik, Akkaya, Çamköy, Yenice）に見られる。
交通の発展していなかった時代、外の地域からの交通は北西ミラス経由、北メンデレス平野からゴキベル（Gökbel）経由、北東デニズリ県のタヴァス地域経由の交通難所のうちの一つを通過しなければならなかった。このためこれらの平野から海岸線、内陸への交通は困難であり、そのためそれぞれが異質な文化を保ったままであった。
近年、高速道路が整備され、交通の便が良くなっている。

## 経済
この県の主な産業には観光業、農業、林業、大理石生産がある。
農業は富んでおり、種々のものが行われている。トルコ最大の蜂蜜の生産高を誇りとくに松から取れる蜂蜜が多い。柑橘果実は特にオータカ、フェティエ、ダラマン、ダリャンで生産される。
大理石の生産ではアフィヨンカラヒサルに次ぐトルコ第二の大理石産業の中心地であり、質、量様々な大理石が扱われる。
その他鉱物生産がヤタゲーン周辺の石炭の産出、フェティエのクロムの産出などがある。
2023年にはミラス（Milas）近郊の炭鉱が拡張のために森林伐採を行ったところ、自然保護団体から抗議運動を起こされた。
工業ではダラマンのSEKA製紙工場、ヤタゲーン、エニカイ、ケメルコイの電力生産なども産業ではあるが工業的地域とは言いがたい。

## 交通
ダラマンにダラマン空港、ミラス（Milas）とボドルムの間にミラス＝ボドルム空港があり観光のため国内外からの航空機が発着している。ヨットの係留所がボドラム、マルマリス、フェティエ、ガラックにある。高速道路伝いに個人経営のバスが、イズミル、アンタルヤ、アンカラ、イスタンブール、その他の各都市から接続されている。海上交通も多い。

## 歴史
古代、アナトリアではメンデレスと南のダラマンの両川の間の地域をカリアと呼んだ。
ホメロスの著書「イリアス」では、アナトリアの原住民に近いカリア人が描かれ、ギリシャに対してトロイとの協力のもと、国を守ったことが書かれている。
古代カリアのムーラはエジプト、アッシリア、スキタイなどによってたびたび占領され、最終的に古代ギリシア人の植民地になった。ギリシア人は長い間クニドスのような都市を作りながら海岸に居住した。ダッチャ半島とボドラム半島では海岸沿いにとても小さい町が、内陸部のフェティエ付近ではテルメソス、クサンテオス、パタラ、トロスなどの都市が挙げられる。その後この地域はカリアの統治権を終えてマケドニアのアレクサンダー大王に征服されることになる。
1261年ごろにメンテス・ベイ時代が自分の名を冠したベイリーク首長国を設置し、ミラスを首都にした。また、この地域に規範をもたらした。ベイは1390年までこの町を持った。これは地方のトルコ人の最初の国家であり、高いレベルで文化が発達した。この県はエーゲ海周辺諸国からクレタ、遠くはヴェニスやエジプトと交易をするシーパワーとして働いた。メンテス時代、トルコ人の居留はキュタイヤ-タヴァス間を軸とする移住が行われた。
1430年にはムーラはオスマン帝国の支配下に落ちる。しかし、たったの12年後にティムール帝国はオスマン帝国の軍をアンカラの戦いで破り、この地域の小さな諸侯に施政権を返還したためにベイ家に支配権が戻った。さらに、1451年、ムーラはオスマン帝国であるメフメト2世皇帝の手によってオスマン支配下に戻った。オスマン帝国支配下の時期の出来事としてはスレイマン1世がロドス島を陥落させた。この後1912年にイタリアに占領されるまでこの地域の一角として残った。
長い歴史とそれに見合う多くの古代の痕跡が見て取れるため、フェティエ近郊のレトーンの100以上の地域が一括してユネスコの世界遺産に登録されている。
2012年にムーラ県全体がムーラ大都市自治体に指定され、旧ムーラ市はメンテシェに改称した。

## 隣接する県
- アイドゥン県
- デニズリ県
- ブルドゥル県
- アンタルヤ県

## 下位自治体
ムーラ県には13の下位自治体がある。
- ボドルム（Bodrum）
- ダラマン（Dalaman）
- ダトチャ（Datça）
- フェトヒイェ（Fethiye）
- カヴァクルデレ（Kavaklıdere）
- キョイジェイズ（Köyceğiz）
- マルマリス（Marmaris）
- メンテシェ（Menteşe）
- ミラス（Milas）
- オルタジャ（Ortaca）
- セイディケメル（Seydikemer）
- ウラ（Ula）
- ヤタアン（Yatağan）